# Philipp Lenard

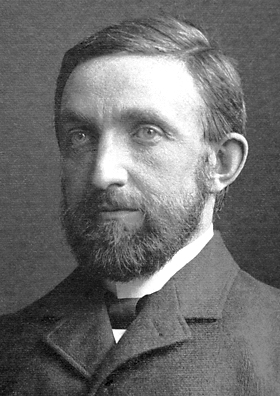
Philipp Lenard (um 1905)

Philipp Eduard Anton von Lenard (* 7. Juni 1862 in Preßburg; † 20. Mai 1947 in Messelhausen) war ein österreichisch-ungarischer, ab 1907 deutscher Physiker. Für seine grundlegenden Arbeiten über Kathodenstrahlen und die Entwicklung der Elektronentheorie wurde ihm 1905 der Nobelpreis für Physik verliehen. Ab 1907 Direktor des Instituts für Physik und Radiologie an der Ruprecht-Karls-Universität Heidelberg, wurde er mit dem Ersten Weltkrieg und im Kampf gegen die Revolutionierung der Physik durch Albert Einstein zum Propagandisten von Nationalismus und Antisemitismus. Ab 1924 trat er öffentlich für die Anführer des Hitlerputsches und die NSDAP ein. Mit der These: „Wissenschaft ist, wie alles was Menschen hervorbringen, rassisch, blutmäßig bedingt“, wurde er zum Wortführer einer „Deutschen Physik“.

## Leben

### Früher Werdegang
Philipp Lenard wurde 1862 als Sohn eines Tiroler Weinhändlers in Pressburg geboren. Der Familie war 1722 der erbliche Adelstitel verliehen worden, den die Nachkommen ab Ende des 19. Jahrhunderts aber nicht mehr verwendeten. Philipp Lenard besuchte das Königlich-ungarische Gymnasium in Pressburg, wo er in Ungarisch unterrichtet wurde. In seiner Jugend war Lenard ein ungarischer Nationalist. Seine bevorzugte Sprache war Ungarisch, und er weigerte sich vehement, die deutschen geographischen Bezeichnungen für die mehrheitlich ungarische Provinz, in der er lebte, zu verwenden. Seinen Namen schrieb er meist Fülöp Lenard oder auch Lenardi. Er studierte 1880 zunächst in Budapest und Wien zwei Semester Naturwissenschaften, zog dann aber die Arbeit in der väterlichen Weinhandlung in Pressburg vor. 1883 setzte er seine Studien in Heidelberg bei Georg Hermann Quincke und Robert Bunsen fort. Nach einem Studiensemester bei Hermann von Helmholtz in Berlin wurde er 1886 schließlich in Heidelberg bei Georg Quincke mit einer Arbeit „Ueber die Schwingung fallender Tropfen“ promoviert. Danach war er bis 1889 Assistent bei Quincke im physikalischen Institut der Ruprecht-Karls-Universität Heidelberg, wo er seine Untersuchungen über Phosphoreszenz weiterführte. In den folgenden Jahrzehnten entstanden dabei wegweisende Arbeiten über die Leuchtmechanismen sogenannter Lenard-Phosphore.

### Kathodenstrahlen
Nach kurzen Zwischenstationen in London und Breslau begann er im April 1891 als Assistent von Heinrich Hertz in Bonn zu arbeiten, wo er sich 1892 mit seiner Arbeit Über die Elektricität der Wasserfälle habilitierte. Der Wasserfallelektrizität und der Gewitterelektrizität widmete er in den folgenden Jahren zahlreiche Veröffentlichungen. Nach dem frühen Tod von Hertz 1894 gab er dessen gesammelte Werke, darunter die bekannten „Prinzipien der Mechanik“, heraus. In Bonn beschäftigte Lenard sich auch mit Kathodenstrahlen, insbesondere mit deren Durchgang durch dünne Metallschichten. Lenard schrieb darüber eine viel beachtete Abhandlung „Ueber Katodenstrahlen in Gasen von atmosphärischem Druck und im äussersten Vacuum“, die er 1893 einreichte und die 1894 in Poggendorf’s Annalen der Physik erschien. Auf Anraten von Hertz benutzte er als Austrittsfenster seiner Röhre nicht mehr Glimmer, sondern Aluminiumfolie, die allerdings 8 mal so dick war wie gewöhnliche. Er untersuchte nahezu alle Materialien, die das Labor aufwies, auf ihr Verhalten unter Einwirkung der austretenden Strahlen. Besonders hervorzuheben sind seine Beobachtungen unter Abs. 9 „Kathodenstrahlen sind photographisch wirksam“, worin er beschrieb, dass auch abgedunkelte photographische Schichten von diesen Strahlen geschwärzt wurden und im Strahl eingebrachte Objekte auf der Photoplatte abgebildet wurden. Die magnetische Ablenkbarkeit der Strahlen ist ebenso beschrieben wie die Tatsache, dass sich in restlos evakuierten Röhren diese Strahlen nicht erzeugen ließen. Ein Restdruck sei erforderlich, was sich später auch beim Betrieb von Röntgenröhren bestätigte. Mit der Entwicklung der nach ihm benannten Entladungsröhre 1892 sowie des „Lenard-Fensters“ ergab sich zum ersten Mal die Möglichkeit, Kathodenstrahlen unabhängig vom Entladungsvorgang zu untersuchen. Seine Experimente trugen zur Klärung der korpuskularen Natur der Kathodenstrahlen bei, wobei die Priorität der Entdeckung des Elektrons zu seiner Verbitterung 1897 bei Joseph John Thomson lag. Lenard schuf mit der Fortsetzung der von Hertz durchgeführten Kathodenstrahl-Experimente die Grundlage für die Entdeckung von Bremsstrahlen durch Wilhelm Conrad Röntgen im Jahr 1895. Zudem beschaffte er Röntgen eine Entladungsröhre und ein Lenard-Fenster aus seinen eigenen Beständen, die für die Entdeckung der X-Strahlen ebenfalls unentbehrlich waren. Nachdem Röntgen für die Entdeckung der X-Strahlen berühmt geworden war, beschuldigte Lenard ihn, ihm die Entdeckung geraubt zu haben.

Die Auseinandersetzung darüber schwelte noch Jahrzehnte und flammte Ende der 30er Jahre erneut auf. So sahen sich E. Brüche und A. Recknagel als Herausgeber der Schrift Elektronengeräte, die der Lenardröhre neben der Röntgenröhre gebührend Raum einräumte, zu Anmerkungen veranlasst: „Trotzdem wollen wir der grundsätzlichen Verwandtschaft zwischen Lenard- und Röntgenröhre durch gemeinsame Behandlung beider Geräte und die Unterstreichung einheitlicher Gesichtspunkte Rechnung tragen, ohne uns damit in den Streit einmischen zu wollen, der leider kürzlich über Röntgen’s große Entdeckung geführt wurde“ (S. 189). Darin aber auch: „[…]In dieser Hinsicht könnte man die Röntgenröhre als Spezialfall der Lenardröhre auffassen.“ (S. 190)

### Lichtelektrischer Effekt
Nach weiteren Zwischenstationen in Breslau, Aachen und Heidelberg wurde er 1898 Ordinarius an der Christian-Albrechts-Universität zu Kiel. Hier standen ihm erstmals uneingeschränkte experimentelle Arbeitsmöglichkeiten zur Verfügung.
1900 führte er dort die durch Heinrich Hertz (1886) und Wilhelm Hallwachs (1887 Hallwachs-Effekt) begonnenen Untersuchungen des lichtelektrischen Effekts fort. Im gleichen Jahr fand er aufgrund quantitativer Untersuchungen heraus, dass (1) die Zahl der austretenden Elektronen bei wachsender Lichtintensität bestrahlter blanker Metalle wächst. Nicht wächst damit jedoch (2) ihre Energie, die ausschließlich von der Frequenz des eingestrahlten Lichts abhängig ist. (3) Der lichtelektrische Effekt setzt auch bei schwächster Lichtintensität sofort in seiner vollen und endgültigen Stärke ein. (4) Bei wachsender Frequenz des Lichts setzt der Photoeffekt bei einer scharfen Grenzwellenlänge ein, die bei jedem Metall verschieden ist. - Die Deutung dieser Fakten gelang erst 1905 durch Albert Einstein mit seiner Lichtquantenhypothese. Einstein stützte sich dabei auch auf die Quantentheorie (1900) von Max Planck.

### Atommodell
Aus Absorptionsmessungen von Kathodenstrahlen entwickelte er 1903 sein „Dynamidenmodell“ des Atoms, wonach das Atom letztlich gewichtslos sein musste und die Wirkungszentren sich nur auf einen Bruchteil des Raumes konzentrierten. Damit brach Lenard erstmals mit der damaligen Vorstellung vom Atom als einem massiven Gebilde und lieferte ein wichtiges Vorläufermodell des 1910/1911 von Ernest Rutherford durch Streuversuche mit Alphateilchen entwickelten Atommodells.

### Nobelpreis für Physik 1905
Die Jahre in Kiel waren die produktivsten und kreativsten in Lenards Leben. 1905 erhielt Lenard für seine Arbeiten über die Kathodenstrahlen den Nobelpreis für Physik. Er beschäftigte sich außerdem mit der Ionisierung der Luft durch ultraviolettes Licht (Lenard-Effekt), dessen Grundlagen seine früheren Arbeiten über Wasserfall- und Gewitterelektrizität waren, sowie mit Bogen- und Metallspektren und meteorologischen Themen.

### Radiologisches Institut Heidelberg
1907 übernahm er nach einer langen, schweren Krankheit die Nachfolge seines Lehrers Quincke in Heidelberg als Ordinarius der Physik und Direktor des physikalischen Instituts. 1913 baute er dort mit dem Radiologischen Institut eines der zur damaligen Zeit modernsten und größten physikalischen Institute in Deutschland auf; er leitete es bis zu seiner Emeritierung 1932. In Heidelberg verlagerte sich jedoch der Schwerpunkt seiner wissenschaftlichen Aktivität zunehmend von der experimentellen Forschung auf das Erstellen zusammenfassender Darstellungen. In den Kriegsjahren 1914–1918 verfasste er zahlreiche Artikel für das Handbuch der Physik.
Während seiner Amtszeit in Heidelberg entstand ein Großteil seiner antisemitischen Zeugnisse.

## Lenard und die Deutsche Physik

### Ende der Forschungsarbeit
Unter dem Eindruck des Ersten Weltkriegs, des Versailler Vertrags und der Weimarer Republik wandte sich der überzeugte Monarchist, der im September 1914 das Manifest der 93 unterzeichnet hatte, zunehmend antisemitischen Ansichten zu. Die Relativitätstheorie und die Quantenmechanik verstand er nicht. Er lehnte sie als abstrakt und wirklichkeitsfremd ab. Aufgrund einer verbreiteten Antirelativismus-Diskussion stand er mit dieser Haltung allerdings nicht allein. Lenard arbeitete an einer Äther-Theorie, die das Michelson-Morley-Experiment oder die Periheldrehung des Merkur, die damals mithilfe der Relativitätstheorie gedeutet wurden, im Rahmen der klassischen Physik zu deuten versuchte. Er griff mit heftiger Polemik auch die Person Albert Einsteins in Zeitungsartikeln und Vorträgen an. Höhepunkt war dabei die öffentliche Auseinandersetzung mit Einstein am 23. September 1920 über die Allgemeine Relativitätstheorie auf der renommierten Tagung der Naturforscher und Ärzte in Bad Nauheim, der Nauheimer Diskussion. Fortan bezeichnete Lenard die Allgemeine Relativitätstheorie als „Judenbetrug“.
Lenards Heidelberger Schüler Emil Rupp, der 1920 bei ihm summa cum laude promoviert wurde, wandte sich der Relativitätstheorie zu und habilitierte 1926 mit einer hinter Lenards Rücken verfassten Arbeit über Kanalstrahlen, die angeblich Einsteins Theorie des Welle-Teilchen-Dualismus experimentell bestätigte. In einem Brief an Wilhelm Wien 1927 bezweifelte Lenard, dass dieses Experiment in seinem Labor überhaupt gemacht worden sei. Rupp wurde 1935 als Fälscher entlarvt.

### Missachtung der Staatstrauer für Walther Rathenau
Nach der Ermordung Walther Rathenaus am 24. Juni 1922 weigerte sich Lenard, die vom Land Baden angeordnete Staatstrauer und die vom Rektorat der Universität verordnete Schließung zu befolgen. Am Physikalischen Institut ließ er keine Trauerbeflaggung vornehmen, ignorierte den öffentlichen Ruhetag und hielt demonstrativ ein Seminar ab: Wegen eines toten Juden, hatte der Professor geäußert, lasse er seine Studenten nicht müßig gehen. Als dieses in der Stadt bekannt wurde, protestierte am 27. Juni eine aufgebrachte Menschenmenge vor dem Institut. Sie wurde aus dem Gebäude heraus mit Wasser aus Feuerwehrschläuchen angegriffen. Unter den Demonstranten befand sich auch der Sozialdemokrat Carlo Mierendorff, der nach Zuckmayer mit einem Arbeitertrupp in Lenards Institut eindrang und den Professor in Schutzhaft nahm. „Das Institut wurde der Verordnung gemäß geschlossen, ohne daß sich dabei irgendeine Gewalttat ereignete, der Professor nach einigen Stunden wieder freigelassen. Außer dieser kurzen Sistierung war ihm nichts geschehen.“
Gegen Mierendorff wurde danach eine gerichtliche Anklage wegen Hausfriedensbruchs erhoben, und ihm drohte kurz vor seiner Promotion die Relegation durch die Universität. „In beiden Fällen erzielte er durch seine brillante Verteidigung und die positive Stellungnahme aller freiheitlichen Professoren einen bedingungslosen Freispruch.“ Lenard dagegen wurde vom zuständigen Minister Willy Hellpach vom Dienst suspendiert. Er reagierte mit einem Entlassungsgesuch. Nach Interventionen von Kollegen und Studenten wurden Suspendierung und Rücktritt zurückgenommen.
Im gleichen Jahr verlor Lenard infolge der Inflation sein gesamtes Vermögen und sein einziger Sohn starb. Auch der Wissenschaftsbetrieb hielt eine Enttäuschung für ihn bereit, als Albert Einstein der Nobelpreis für die quantentheoretische Deutung des lichtelektrischen Effekts zugesprochen wurde, zu der Lenard selbst auf experimenteller Ebene einen Beitrag geleistet hatte. Begeistert nahm Lenard jedoch Hans F. K. Günthers „Rassenkunde des deutschen Volkes“ auf und wandte sich dem Nationalsozialismus zu.

### Unterstützung der NSDAP
Mit Adolf Hitler nahm Lenard erstmals in einem Brief vom 27. September 1923 Kontakt auf. Darin bot er Hitler an, Kontakte zum Alldeutschen Verband zu vermitteln. Dieser Brief wurde von Johannes Stark an Hitler weitergereicht.
Johannes Stark und Lenard waren die ersten namhaften Wissenschaftler, die öffentlich für die NSDAP eintraten. In ihrem gemeinsamen Aufruf „Hitlergeist und Wissenschaft“, der am 8. Mai 1924 in der „Großdeutschen Zeitung“ erschien, bekannten sie sich zum Parteiprogramm der NSDAP und zu den Anführern des sechs Monate zurückliegenden Putschversuches vom 9. November 1923: Hitler, Erich Ludendorff und Ernst Pöhner.
1926 kam es zu einem persönlichen Zusammentreffen mit Hitler in Heidelberg. 1928 wurde Lenard ein öffentlicher Förderer der völkisch gesinnten, antisemitischen Nationalsozialistischen Gesellschaft für Deutsche Kultur, die 1931 als Kampfbund für deutsche Kultur neu gegründet wurde und zu dessen Gründungsmitgliedern auch Lenard gehörte. 1929 wurde Lenard Ehrenmitglied im Bund völkischer Lehrer. Nach seiner Emeritierung 1932 erhielt Lenard im nationalsozialistischen Regime zahlreiche Ehrungen als führender Vertreter der Physik, darunter bereits 1933 den Adlerschild des Deutschen Reiches. Allerdings nahm sein Einfluss im Zweiten Weltkrieg ab. 1935 wurde das Physikalische Institut der Universität Heidelberg in „Philipp-Lenard-Institut“ umbenannt. Von 1933 bis 1946 war er Mitglied des Senats der Kaiser-Wilhelm-Gesellschaft.
Lenard wurde Mitglied des Reichsinstituts für Geschichte des Neuen Deutschlands, wobei er als Beirat in der sogenannten „Forschungsabteilung Judenfrage“ tätig wurde. Er übernahm dort 1936 die Leitung des Referats Das Judentum in der Naturwissenschaft. Nach Aufhebung der Aufnahmesperre trat Lenard zum 1. Mai 1937 der NSDAP bei (Mitgliedsnummer 4.130.000) und wurde mit dem Goldenen Parteiabzeichen geehrt. Die gleichgeschaltete Preußische Akademie der Wissenschaften, deren korrespondierendes Mitglied er seit 1909 war, ernannte Lenard 1942 zum Ehrenmitglied. Diese Auszeichnung wurde ihm am 30. Juni 1946 aberkannt. Bereits 1909 war er zum ordentlichen Mitglied der Heidelberger Akademie der Wissenschaften gewählt worden, aus der er 1934 wieder ausgetreten war.

### Initiator einer „arischen Physik“

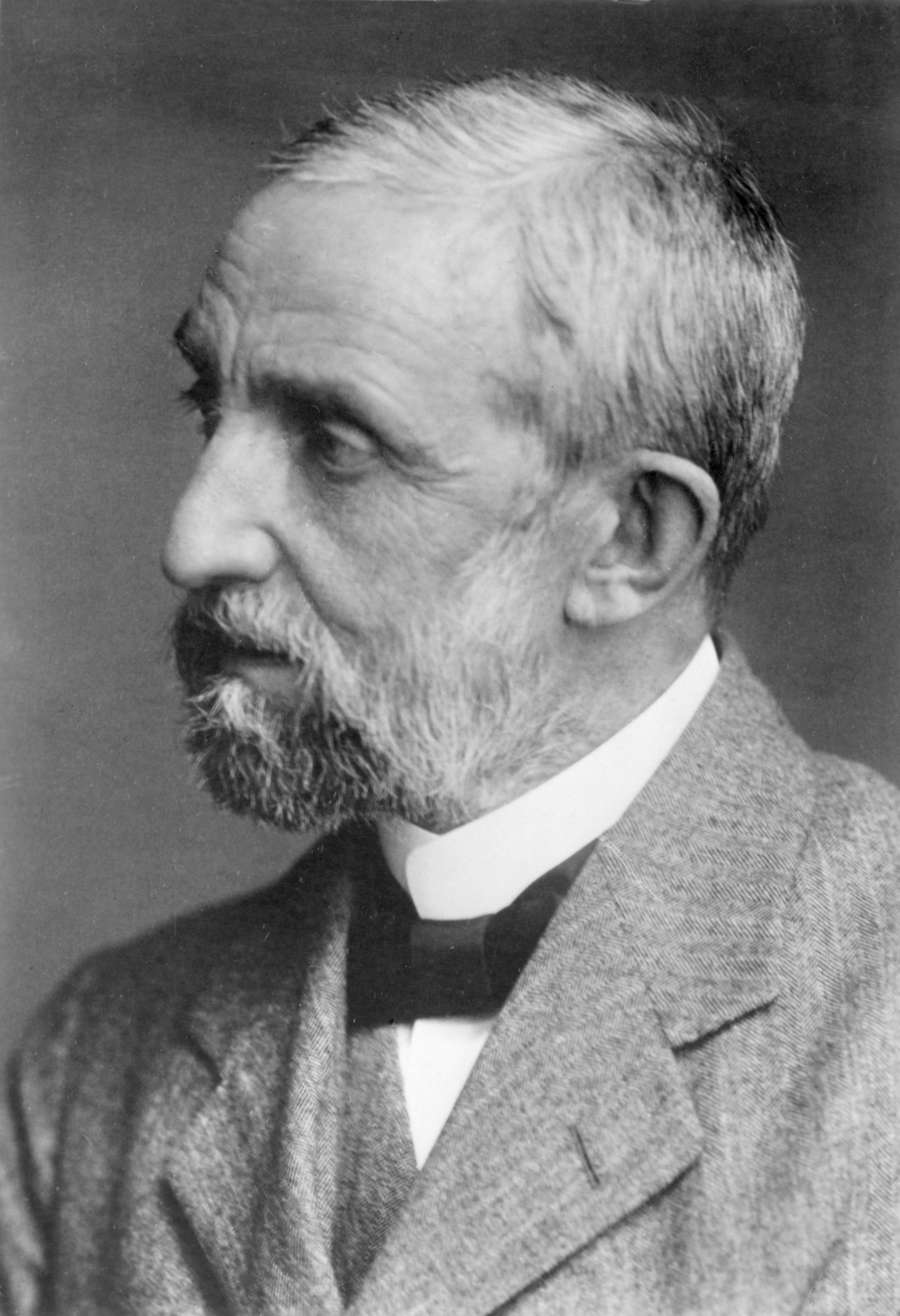
Philipp Lenard (1942)

In den folgenden Jahren vertrat neben ihm und Johannes Stark eine Gruppe von etwa 30 Physikern die „Deutsche Physik“. Sie lehnten Teile der modernen theoretischen Physik als „dogmatisch-dialektische“ Hervorbringung ab. Nach Lenards Auffassung war Naturerkenntnis rassisch bedingt, und die arische Rasse habe hierfür die besten Voraussetzungen. In der Geschichte der Naturwissenschaften hatte gemeinhin Italien als das Geburtsland der modernen Physik gegolten. Gefordert wurde die Anschaulichkeit der Modelle, und im Zentrum der Physik sollte das Experiment stehen. Theoretische Überlegungen sollten „auf dem festen Boden der klassischen Physik“ aufbauen. Die Quantentheorie wurde zwar von Lenard abgelehnt, aber von anderen Vertretern der „Deutschen Physik“ akzeptiert, die von Albert Einstein entwickelte Relativitätstheorie dagegen weitgehend ignoriert. Die Lorentz-Kontraktion wurde jedoch von einigen Anhängern der Deutschen Physik als Erklärungsmöglichkeit für den negativen Ausgang des Michelson-Experiments in Erwägung gezogen.
1936 erschien Lenards Lehrwerk Deutsche Physik in vier Bänden. Es beschreibt nur Gebiete der klassischen Physik und behandelt weder Relativitätstheorie noch Quantenmechanik. Entdeckungen der modernen Physik werden stattdessen durch die Äthertheorie und ein Atommodell Johannes Starks erklärt. Im Vorwort seines Lehrbuchs befindet sich die folgende Passage, die als das informelle Programm der deutschen Physik aufgefasst wird: „Deutsche Physik?“ wird man fragen. Ich hätte auch arische Physik oder Physik der nordisch gearteten Menschen sagen können, Physik der Wirklichkeits-Ergründer, der Wahrheits-Suchenden, Physik derjenigen, die Naturforschung begründet haben. […] In Wirklichkeit ist die Wissenschaft, wie alles, was Menschen hervorbringen, rassisch, blutmäßig bedingt. Innerhalb der Bewegung der Deutschen Physik blieb er – im Unterschied zu Johannes Stark – der intellektuelle Part und beteiligte sich kaum an politischen Aktivitäten.
1936 wurde Lenard von Adolf Hitler mit dem Preis der NSDAP für Kunst und Wissenschaft ausgezeichnet.
Im November 1940 kam es zu einer heute als „Münchner Religionsgespräch“ bezeichneten Aussprache zwischen Vertretern der Deutschen Physik (Rudolf Tomaschek, der Experimentalphysiker Alfons Bühl, Ludwig Wesch und Wilhelm Müller) und der modernen Physik (unter anderem Carl Ramsauer, Georg Joos, Hans Kopfermann und Carl Friedrich von Weizsäcker). Darin sollten die Vertreter der Deutschen Physik wissenschaftlich unverrückbare Tatsachen der modernen Physik öffentlich anerkennen und die politischen Angriffe dagegen einstellen. Die schriftliche Vereinbarung hielt folgendes fest:
1. Die theoretische Physik mit allen mathematischen Hilfsmitteln ist ein notwendiger Bestandteil der Gesamtphysik.
2. Die in der speziellen Relativitätstheorie zusammengefassten Erfahrungstatsachen gehören zum festen Bestandteil der Physik. Die Sicherheit der Anwendung der speziellen Relativitätstheorie ist jedoch nicht so groß, dass eine weitere Nachprüfung unnötig wäre.
3. Die vierdimensionale Darstellung von Naturvorgängen ist ein brauchbares mathematisches Hilfsmittel; sie bedeutet aber nicht die Einführung einer neuen Raum- und Zeitanschauung.
4. Jede Verknüpfung der Relativitätstheorie mit einem allgemeinen Relativismus wird abgelehnt.
5. Die Quanten- und Wellenmechanik ist das einzige zurzeit bekannte Hilfsmittel zur quantitativen Erfassung der Atomvorgänge. Es ist erwünscht, über den Formalismus und seine Deutungsvorschriften hinaus zu einem tieferen Verständnis der Atome vorzudringen.

Mit dieser Erklärung verlor die Deutsche Physik an Einfluss und hatte zuletzt keine Bedeutung mehr. Lenard selbst sah seine Vorstellungen nicht hinreichend vertreten und wertete die Erklärung als Verrat. Die Vertreter der modernen Physik hingegen konnten mit dieser Auflistung von Selbstverständlichkeiten leben.
1944 wurde ein Teil seines physikalischen Instituts nach Messelhausen in Baden verlagert. Lenards Bindung an das Institut war so stark, dass er mitzog. 1945 verschonten ihn die Amerikaner wegen seines hohen Alters mit Entnazifizierungsmaßnahmen. Er starb 1947 in Messelhausen. Sein Nachlass lagert heute im Deutschen Museum in München.

## Ehrungen
Lenard wurde durch Preise zahlreicher Akademien geehrt. Er erhielt 1896 die Rumford-Medaille der Royal Society sowie die Matteucci-Medaille der Italienischen Gesellschaft der Wissenschaften. 1897 verlieh ihm die Französische Akademie der Wissenschaften den Prix La Caze und 1932 erhielt er die amerikanische Franklin-Medaille. 1936 erhielt er den Preis der NSDAP für Kunst und Wissenschaft.
Straßen, die nach ihm benannt waren, wurden später umbenannt, so z. B. 1966 die Lenardstraße in der Münchener Siedlung Alte Heide in Domagkstraße, 2006 die Philipp-Lenard-Straße in Lemgo in James-Franck-Straße, 2008 die Philipp-Lenard-Gasse in Klagenfurt in Karl-Landsteiner-Gasse. 2015 benannte die Stadt Gatineau in der kanadischen Provinz Quebec eine Rue Philipp Lenard in Rue Albert Einstein um. In Lübeck beschloss die Bürgerschaft im Januar 2019 die Umbenennung der dortigen Lenardstraße. Am 16. November 2020 wurde die Straße offiziell in Rosalind-Franklin-Straße umbenannt. Eine nach Lenard benannte Straße (Lenardova ulica) gibt es in Lenards Geburtsstadt Pressburg (Bratislava) im Stadtteil Petržalka.
Die Namensträgerschaft für den Mondkrater Lenard wurde 2020 aberkannt.

## Schriften
- Über Kathodenstrahlen. 1905; 2. Auflage 1920.
- Quantitatives über Kathodenstrahlen aller Geschwindigkeiten. 1918; 2. Auflage 1925.
- Über Relativitätsprinzip, Äther und Gravitation. 1918; 2. Auflage 1921.
- Große Naturforscher: Eine Geschichte der Naturforschung in Lebensbeschreibungen. J.F. Lehmanns Verlag, München 1929. (Digitalisat der 6. Auflage, 1943).
- Deutsche Physik in vier Bänden. J.F. Lehmanns Verlag, München 1936–1937. (Mehrere Auflagen)  (Digitalisat der 4. Auflage, 1944).
- Ideelle Kontinentalsperre. Eher, München 1940 (parteipolitisch motivierter Nachdruck seiner 1914 veröffentlichten Broschüre England und Deutschland zur Zeit des großen Krieges).
- Wissenschaftliche Abhandlungen aus den Jahren 1886–1932. 3 Bände. Hirzel, Leipzig 1942–44.
- Wissenschaftliche Abhandlungen. Band 4. Hrsg. und kommentiert von Charlotte Schönbeck. GNT-Verlag, Diepholz/Berlin 2003, ISBN 3-928186-35-3.